# Han Gugjong
Han Gugjong (hangul: 한국영, handzsa: 韓國榮, RR: Han Kook-young; Szöul, 1990. április 19. –) dél-koreai válogatott labdarúgó, jelenleg a Gangwon FC középpályása.

## Pályafutása

### Klubcsapatokban
2010–2013 között a japán Shonan Bellmare, 2014-ben a japán Kasiva Reysol, 2014–2016 között a katari Qatar SC, 2016–17-ben a katari Al-Gharafa, 2017–2024 között a Gangwon FC labdarúgója volt. 2024 óta a Jeonbuk Hyundai Motors csapatában játszik.

### A válogatottban
2013 és 2017 között 41 alkalommal szerepelt a dél-koreai válogatottban. Részt vett a 2014-es brazíliai világbajnokságon.